# Privatdozent
Privatdozent (abreviado como PD o Priv.-Doz.) es el mayor título profesional conferido por algunas universidades europeas, especialmente en los países de habla alemana, a una persona que implica ciertas capacidades para poder enseñar de manera independiente. En su uso actual, el título indica que el titular tiene permiso para enseñar y supervisar a los estudiantes de grado o de doctorado en la universidad pero sin la titularidad de una cátedra y la calificación para ser nombrado profesor titular. El título no está vinculado necesariamente a un puesto asalariado, pero puede suponer una obligación nominal para dar clases en la institución que confiere.

## Otorgamiento
El título puede ser conferido por una universidad a un académico que ha obtenido un mayor grado de doctorado por lo general en la forma de una habilitación. El portador del título puede ser empleado por una universidad como investigador principal o cuerpo docente de alto nivel; sin embargo, el título como tal, no es una cita de asalariado y el titular podrá solicitar una cita privada en otros lugares. Dependiendo de las regulaciones locales, el titular podría ser necesario para enseñar, independientemente de un acuerdo de remuneración, con el fin de mantener la condición de privatdozent en la institución que confiere. El uso del título antes del nombre, deja de usarse si ocupa una plaza de profesor, si la pierde, puede usarse de nuevo.
Aunque es raro, el título puede ser revocado formalmente ("remoción") en caso de falta grave o desacuerdos. 
Las universidades requieren de una producción científica basada en artículos científicos como investigador principal, así como la experiencia impartiendo clases y el demostrar la capacidad para enseñar.

## Historia y futuro
El título tiene su origen en los países de habla alemana en Europa antes de 1800. Se refirió a un profesor que recibió honorarios de sus alumnos en lugar de un salario universitario.
Friedrich Karl von Savigny era Privatdozent en la Universidad de Marburgo en 1802-1803. En Prusia que comenzó alrededor de 1810, y se estableció alrededor de 1860. Durante muchos años, la habilitación se mantuvo acumulativa, es decir, que se basó en el trabajo ya publicado, no es una nueva monografía. Desde 1900 hasta 1968, la mayoría de los profesores universitarios que fueron nombrados eran titulares
Durante las reformas universitarias que comenzaron en 1968, con el fin de ampliar la base de profesor para la mayoría de reciente apertura y expansión de las universidades, los profesores comenzaron a ser nombrados sin haber celebrado este título. Esto fue visto [por quién?] Como un acto político para contrarrestar el supuesto conservadurismo inherente y opiniones reaccionarias del profesorado alemán.
En 2002 se introdujo un número limitado de "cátedras juveniles", que son la vía rápida, posiciones limitadas en el tiempo para calificar para cátedras regulares. Aunque esto ha sido visto como el "principio del fin" del título, resultó que todavía se mantiene en gran estima en el mundo académico alemán.[cita requerida]

## Diferencias fundamentales en España
En el Sistema universitario español existen ocho tipos contractuales básicos para docentes e investigadores universitarios, recogidos en la Ley Orgánica de Universidades 6/2001, en la cual se establece que la única figura contractual como docente en la que obligatoriamente deberá hacerse a tiempo parcial y, que por imperativo legal deberán acreditar ejercer su actividad profesional fuera del ámbito académico universitario, es la figura de Profesor/a asociado/a. 
De esta forma, la ley recoge específicamente la figura de Profesor/a asociado/a para que aporte sus conocimientos y experiencia profesional a la universidad, es decir, no desarrollan su carrera como profesores universitarios sino como profesionales de ámbitos exógenos al sistema académico universitario, al que aportan su experiencia. 
Y este carácter se prevé de forma expresa en la mencionada ley dado que además de obligar a su contratación parcial, dichos contratos deberán ser siempre de forma temporal por lo que la duración del contrato será trimestral, semestral o anual, pudiéndose renovar, aunque establezca el condicionante de que podrá volver a ser contratado siempre que se siga acreditando el ejercicio de su actividad profesional fuera del ámbito académico universitario.